# Осциляційна матриця
Осциляційна матриця — цілком невід'ємна матриця, деякий натуральний степінь якої є цілком додатною матрицею.

## Критерій осциляційності
Для того щоб цілком невід’ємна матриця {\displaystyle A} була осциляційною, необхідно і достатньо, щоб виконувались умови:
1. її визначник більший від нуля;
2. всі елементи матриці {\displaystyle A}, розташовані на головній діагоналі, на першій наддіагоналі і на першій піддіагоналі, відмінні від нуля.

## Властивості
- Всі власні значення осциляційної матриці різні і більші від нуля.